# Флавій Філіп
Флавій Філіп (*Flavius Philippus, д/н — 351) — державний і військовий діяч Римської імперії.

## Життєпис
За походженням був греком. Його батько Сімпліцій торгував м'ясом (за іншими відомостями ковбасою), ставши доволі заможною людиною. завдяки цьому Філіп здобув навчання в Константинополі, де згодом став нотарієм.
Близько 344 року він став преторіанським префектом Сходу. Лібаній приписує його просування впливу придворних євнухів. На цій посаді він домігся повалення Павла I, православного архієпископа Константинополя на заслання до Месопотамії (згодом Сирії і Вірменії), підтримавши обрання аріанина Македонія I. У 348 році Філіп провів інспекційну поїздку Віфінією. Того ж року призначено консулом (разом з Флавієм Салієм). У 350 році за його наказом Павло було страчено у вірменському місті Кукусі.
У 351 році брав участь у поході проти узурпатора Магненція. За наказом імператора Констанція II був відправлений до табору супротивника, щоб офіційно вести переговори про мир, але насправді, щоб дізнатися готовність збройних сил противника. Філіп звернувся до ворожої армії, звинувачуючи їх у невдячності до династії Костянтина, а також запропонував, щоб Магненцій залишив Італію, обмежившись Галлією. Лише відповідна промова Магненція не дозволила його війську перейти на бік Констанція II. За це узурпатор наказав арештувати Філіпа. Пізніше Магненцій використовував ім'я Філіпа, щоб переправити свою армію через Саву. Вирішивши, що Філіп його зрадив Констанцій II з ганьбою позбавив того посад і титулів. Флавій Філіп помер, перебуваючи під вартою Магненція. 353 року після перемоги над останнім імператор дізнався правду і вжив заходів стосовно відновлення гідності Філіпа, наказавши встановити позолочені статуї в його честь у всіх великих містах.

## Родина
- Сімпліцій (д/н—після 369), сенатор при імператорі Валенті